# 四十九号泡子
四十九号泡子是位于中国内蒙古自治区兴安盟科尔沁右翼前旗阿尔山镇东北的一个湖泊。其位置约在东经120°20，北纬47°18′。湖面海拔1060米，面积约1.5平方公里，该湖为淡水湖。